# Isaacus Olai Grufberg
Isaacus Olai Grufberg (en suédois Isaac Olof Grufberg), né en 1736 et mort en 1764, est un botaniste suédois. Étudiant du naturaliste suédois Carl von Linné, il a soutenu la thèse Flora Anglica pro exercitio sous Linné en 1754, et une autre pro gradu sous Samuel Aurivillius en 1760. Il était secrétaire au Collegium medicum de Stockholm, où il était également médecin. 
Selon Tropicos, il est l'auteur de la description de l'espèce Medicago minima. 

## Œuvre
- (la) Isaacus Olai Grufberg, Flora anglica ..., exc. L.M. Ho̊jer, 1754 (lire en ligne)
- (la) Isaac Olofsson Grufberg et Carl von Linné, D.D. Flora Anglica, Exc. Laur. Magnus. Ho̊jer, 1754 (lire en ligne)
- (la) Isaacus GRUFBERG, Resp. Flora Anglica., 1759 (OCLC 561126113, lire en ligne)
- (la) Samuel Aurivillius, Isaac Olof Grufberg et Uppsala 1760, Dissertatio medica de spiritu vini mercuriali ..., 1760 (lire en ligne)